# Orleans (Santa Catarina)
Orleans é um município brasileiro do estado de Santa Catarina. É conhecido como "Capital da Cultura".

## História
A colônia, com a extensão de 98 léguas, foi um dos presentes de casamento do Imperador D. Pedro II à sua filha Princesa Isabel, por ocasião de seu casamento com o Gastão de Orléans, Conde d'Eu, príncipe da França de nascimento, e brasileiro naturalizado após o casamento.
"Eu" é uma comuna francesa situado na Normandia, e local de origem do título de Conde de Eu.

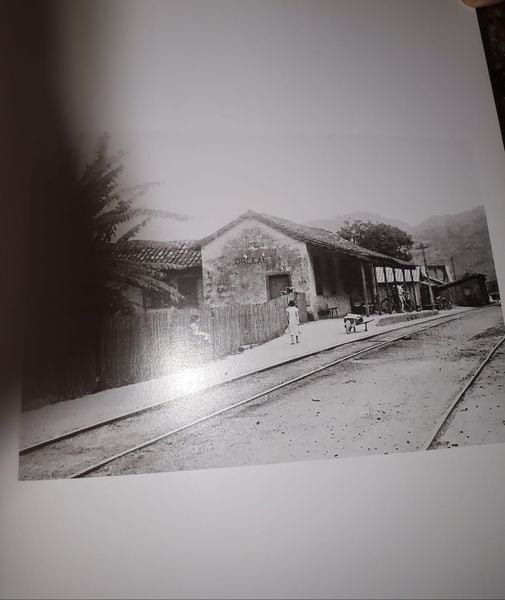
Antiga Estação Ferroviária de Orleans, vendo-se a ponte ferroviária no sentido de Lauro Müller ao fundo.

O nome Orleans foi escolhido em homenagem ao Conde d'Eu, bem como à formação da nova dinastia que se iniciou com a união conjugal dele com a Princesa Isabel. O casamento ocorreu no Rio de Janeiro, em 1864.
Colonizada inicialmente por italianos, a seguir vieram alemães, poloneses, e demais imigrantes de outros países da Europa.
Outrora servida pela Estrada de Ferro Dona Thereza Christina, que abrangia a região carbonífera, teve sua economia baseada na agricultura, suinocultura e extração de madeira.
Sua privilegiada localização geográfica, entre a serra e o litoral, fez de Orleans um importante entreposto para o comércio.
A demarcação original do dote de terras abrangia Orleans, parte de São Ludgero, Grão-Pará, Rio Fortuna, Santa Rosa de Lima, parte de Anitápolis, Armazém, São Martinho e São Bonifácio. O nome e o local exato da cidade foram escolhidos na única visita do Conde d'Eu à nova colônia, em 26 de dezembro de 1884.
Em sua bandeira, notam-se as mesmas cores vermelho, branco e azul da bandeira francesa.

## Geografia
Localiza-se a uma latitude 28º21'32" sul e a uma longitude 49º17'29" oeste, estando a uma altitude de 132 metros. Sua população estimada em 2024 foi de 24 474 habitantes. Cidades próximas: Lauro Müller, São Ludgero, Urussanga, Braço do Norte, Criciúma, Gravatal e Tubarão.
No dia 6 de janeiro de 1963 a cidade registrou máxima de 44,6 °C, sendo este o recorde de maior temperatura registrada em Santa Catarina.

## Pindotiba
É um distrito da cidade de Orleans.
A palavra Pindotiba vem das línguas provenientes da família linguística Tupi-Guarani e significa Palmeiras.
Havia um posto de parada da Estrada de Ferro Donna Thereza Christina (EFDTC).

## Cidades Irmãs
- Petrópolis, Rio de Janeiro (lei 1.774/2003) [8]

| Dados climatológicos para Orleans              | Dados climatológicos para Orleans | Dados climatológicos para Orleans | Dados climatológicos para Orleans | Dados climatológicos para Orleans | Dados climatológicos para Orleans | Dados climatológicos para Orleans | Dados climatológicos para Orleans | Dados climatológicos para Orleans | Dados climatológicos para Orleans | Dados climatológicos para Orleans | Dados climatológicos para Orleans | Dados climatológicos para Orleans | Dados climatológicos para Orleans |
| Mês                                            | Jan                               | Fev                               | Mar                               | Abr                               | Mai                               | Jun                               | Jul                               | Ago                               | Set                               | Out                               | Nov                               | Dez                               | Ano                               |
| ---------------------------------------------- | --------------------------------- | --------------------------------- | --------------------------------- | --------------------------------- | --------------------------------- | --------------------------------- | --------------------------------- | --------------------------------- | --------------------------------- | --------------------------------- | --------------------------------- | --------------------------------- | --------------------------------- |
| Temperatura máxima recorde (°C)                | 44,6                              | 41                                | 43,2                              | 41,1                              | 36,3                              | 35                                | 35                                | 38,2                              | 38,4                              | 39,8                              | 39,7                              | 41,5                              | 44,6                              |
| Temperatura máxima média (°C)                  | 31,2                              | 30,5                              | 29,3                              | 26,1                              | 24,1                              | 22,3                              | 22,3                              | 23,3                              | 24,5                              | 24                                | 28,4                              | 30,2                              | 26,4                              |
| Temperatura média (°C)                         | 23                                | 23,1                              | 21,6                              | 19                                | 16,1                              | 14,4                              | 14,2                              | 14,9                              | 16,5                              | 18,9                              | 20,5                              | 22,4                              | 18,7                              |
| Temperatura mínima média (°C)                  | 16,5                              | 16,9                              | 16,1                              | 13                                | 10,3                              | 8,5                               | 7,8                               | 9                                 | 10,6                              | 12,7                              | 14,2                              | 15,7                              | 12,6                              |
| Temperatura mínima recorde (°C)                | 7,1                               | 7,4                               | 6                                 | 2                                 | −1,8                              | −3,2                              | −5,4                              | −5,8                              | −2,1                              | 3                                 | 2,6                               | 6,4                               | −5,8                              |
| Precipitação (mm)                              | 219,8                             | 186,7                             | 134,4                             | 83,8                              | 106,9                             | 77,6                              | 121,3                             | 84,4                              | 109                               | 137,6                             | 121,8                             | 151,4                             | 1 534,9                           |
| Umidade relativa (%)                           | 83                                | 85                                | 86                                | 85                                | 85                                | 87                                | 85                                | 85                                | 85                                | 84                                | 83                                | 84                                | 85                                |
| Fonte: Atlas Climático da Região Sul do Brasil |                                   |                                   |                                   |                                   |                                   |                                   |                                   |                                   |                                   |                                   |                                   |                                   |                                   |

## Galeria

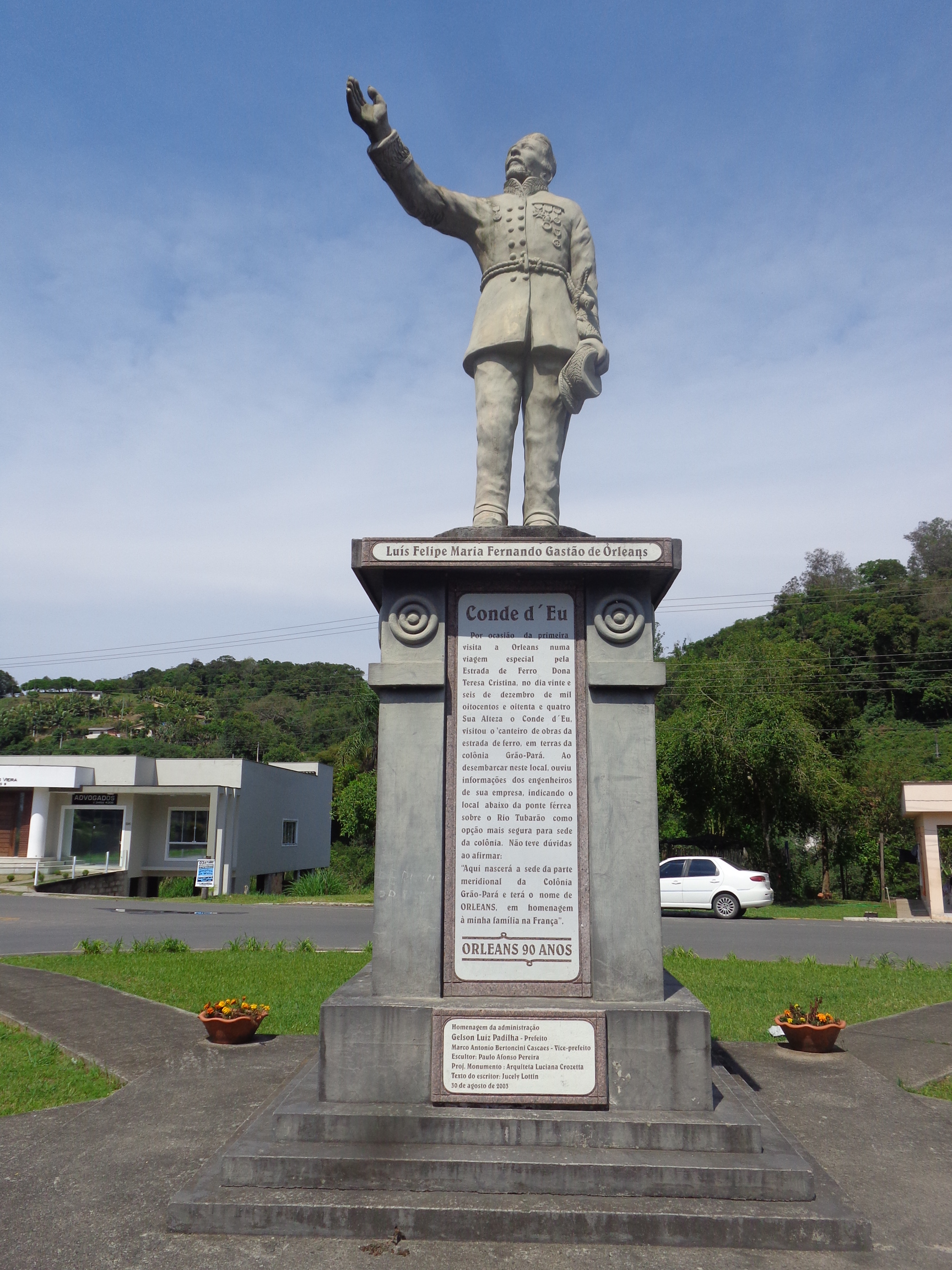
Monumento em homenagem ao Conde d'Eu
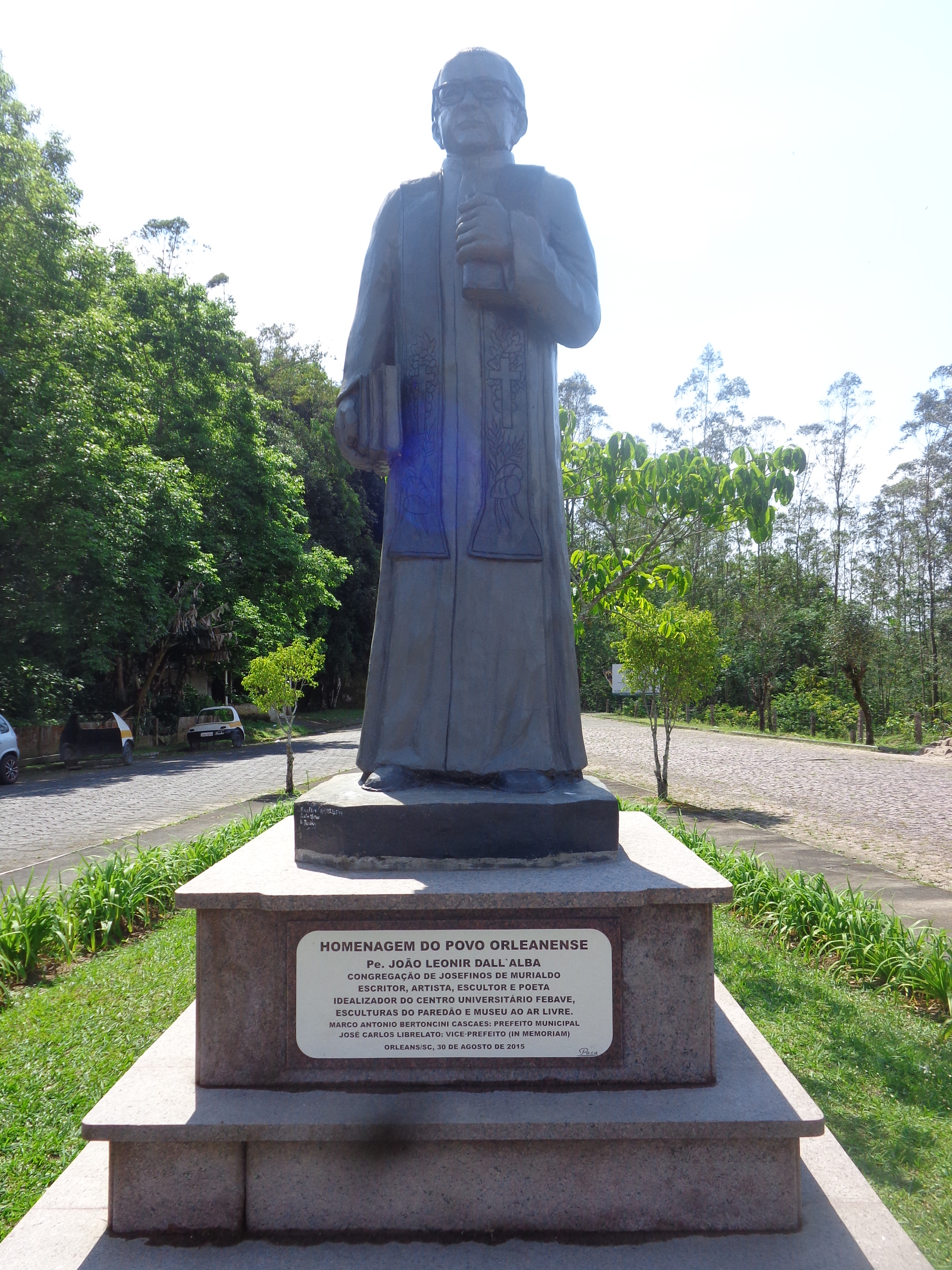
Monumento em homenagem a João Leonir Dall'Alba
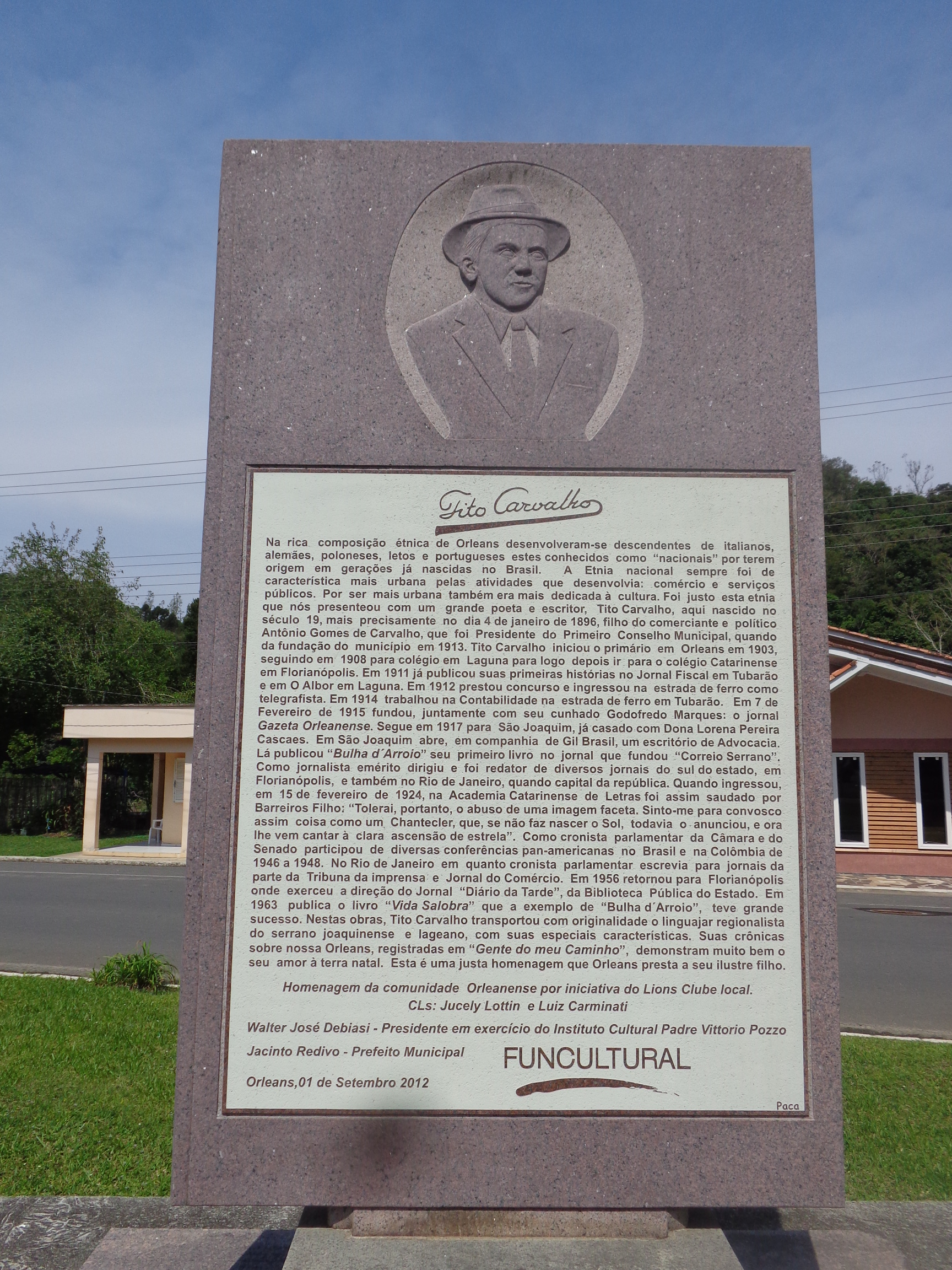
Monumento em homenagem a Tito Carvalho